# Замбийско-индийские отношения
Замбийско-индийские отношения — двусторонние дипломатические отношения между Замбией и Индией. Функционирует Высокая комиссия Индии в Лусаке, которая также представляет интересы страны и в Малави, а Замбия имеет Высокую комиссию в Нью-Дели.

## История
Между странами сложились хорошие отношения. Индийское национально-освободительное движение вдохновило Кеннета Каунду и движение за независимость Замбии. Индия поддерживала экономическое и технологическое развитие Замбии, а Замбия поддерживала Индию на международных форумах по вопросу Кашмирского конфликта, терроризма и ядерных испытаниях в 1998 году. Замбия также поддержала позицию Индии о постоянном членстве в расширенном Совете Безопасности ООН. Президенты Замбии Кеннет Каунда, Фредерик Чилуба и Леви Мванаваса совершили государственные визиты в Индию. Президенты Индии Варахагири Венката Гири, Нилам Санджива Редди и Рамасвами Венкатараман, а также премьер-министры Индира Ганди и Раджив Ганди совершили государственные визиты в Замбию.

## Экономические связи

### Торговля
В 2010 году объём товарооборота между странами составил сумму 200 миллионов долларов США. Экспорт Индии в Замбию: фармацевтические препараты, транспортное оборудование, пластмассы и химикаты. Экспорт Замбии в Индию: полудрагоценные камни, цветные металлы, руды (медь и кобальт), хлопок-сырец. Государства стремятся увеличить объём товарооборота до 1 миллиарда долларов США, а Замбия ищет инвестиции в Индии в свои основные секторы экономики.

### Инвестиции
С 2007 года прямые иностранные инвестиции Индии в экономику Замбии составили сумму 3 миллиарда долларов США. Включая инвестиции Vedanta Resources в размере 2,6 миллиарда долларов США в медные рудники Konkola Copper Mines, создание завода по переработке марганца стоимостью 300 миллионов долларов США компанией Taurian Manganese и создание компанией Bharti Airtel компании Airtel Zambia после приобретения африканских предприятий Zain Telecom.

### Экономическое сотрудничество
Индия долгое время предоставляла Замбии государственный кредит для содействия развитию экономики и торговле между странами. Поддержка включала предоставление льготных кредитов от Exim Bank и безвозмездную передачу Замбии транспортного оборудования, сельскохозяйственного оборудования и предметов первой необходимости. В 2010 году во время визита вице-президента Индии Хамида Ансари в Замбию, Индия предоставила кредитные линии на сумму 125 миллионов долларов США, для расширение мощностей по выработке электроэнергии и создания совместного предприятия мощностью 120 МВт — гидроэнергетический проект Итежи-Тежи. Замбия также является частью режима Duty Free, Quota Free для своего экспорта в Индию как наименее развитая страна и частью программы кредитных линий правительства Индии.

## Техническое сотрудничество
Индия расширяет техническое сотрудничество с Замбией для обучения военного и гражданского персонала в рамках Индийской программы технического и экономического сотрудничества. Военнослужащие вооружённые сил Индии также были направлены в Замбию для помощи в обучении армии этой страны. Несколько начальников обороны Замбии прошли обучение в Индии, а с 1994 года военная консультативная группа из четырех офицеров сухопутных войск Индии была направлена в Командно-штабной колледж служб обороны в Замбии.